# Bleach: Soul Resurrección
Bleach: Soul Resurrección (conocido como Bleach: Soul Ignition en Japón) es un videojuego de Lucha, Hack and slash, Acción y aventura para la PlayStation 3. Fue lazando el 23 de junio de 2011 en Japón. La banda japonesa de visual kei Sid proporcionó el tema musical de apertura Ranbu no Melody (乱舞のメロディ), sin embargo solo está disponible para la versión japonesa.
El juego fue lanzado el 2 de agosto de 2011 en Norteamérica, el 16 de septiembre de 2011 en Europa, y el 22 de septiembre en Australia.
El juego fue enteramente desarrollado por Sony, convirtiéndose así en un producto exclusivo de la compañía. Se incluye un buen número de personajes, hasta un total de 21, que se usarán para vencer a las hordas de enemigos, tanto Hollows como Shinigamis, mientras se visitan distintas localizaciones del juego.
El título narra la batalla entre Shinigamis y el ejército de Arrancar a través de un estilo visual cel-shading 3D. El juego incluye Modo Historia, Misiones, y un sistema de personalización del personaje.

## Argumento
El juego abarca la historia de la temporada 14 de la serie (Arrancar: La caída): la batalla  entre Ichigo y Ulquiorra, los capitanes contra los Espadas, así como las transformaciones de Aizen y su enfrentamiento final con Ichigo. También se tiene como historia el desarrollo de la cuarta película de Bleach, con la pelea entre Ichigo y Kokuto.

## Personajes seleccionables
- Ichigo Kurosaki (Bankai)
- Ichigo Kurosaki (Hollowficado)
- Ichigo Kurosaki (Getsuga Tenshō Final)
- Ichigo Kurosaki (Bleach: The Hell Verse)
- Byakuya Kuchiki (Bankai)
- Kenpachi Zaraki
- Tōshirō Hitsugaya (Bankai)
- Rukia Kuchiki
- Yoruichi Shihōin
- Suì-Fēng
- Shunsui Kyōraku
- Uryū Ishida
- Grimmjow Jaegerjaquez (Pantera)
- Nnoitra Gilga (Santa Teresa)
- Ulquiorra Cifer (Resurrección Segunda Etapa)
- Tier Halibel (Tiburón)
- Baraggan Louisenbairn (Arrogante)
- Coyote Stark (Los Lobos)
- Sōsuke Aizen (Segunda Forma Hogyoku) (Tercera Forma Hogyoku) (Cuarta Forma Hogyoku)
- Gin Ichimaru
- Kokuto (Bleach: The Hell Verse)

## Recepción
IGN le dio al juego 7.0/10.